# فرانکو دال ماسو
فرانکو دال ماسو (انگلیسی: Franco Dal Maso؛ زادهٔ ۱۷ مارس ۱۹۴۲) بازیکن فوتبال اهل ایتالیا است.
از باشگاه‌هایی که در آن بازی کرده‌است می‌توان به باشگاه فوتبال اینتر میلان و باشگاه فوتبال پیستویزه اشاره کرد.